# 始比目魚屬
始比目魚屬（学名：Eobothus)是鮃科已滅絕的一個屬，生存于始新世的中国，印度和欧洲。
始比目魚屬是比目魚中最早出現的屬之一，其形態與現代比目魚相當類似，外觀為卵形，身長約10公分。身體被延長的背鰭和臀鰭包圍。相較於其他早期的比目魚（例如原始比目魚）眼睛只往同側移動了一點點，始比目魚與現代比目魚一樣成體的眼睛均位於左側，並以身體的右側平貼在海底。